# Liolaemus austromendocinus
Liolaemus austromendocinus är en ödleart som beskrevs av  José Miguel Cei 1974. Liolaemus austromendocinus ingår i släktet Liolaemus och familjen Tropiduridae. IUCN kategoriserar arten globalt som livskraftig. Inga underarter finns listade i Catalogue of Life.